# Episodi di Rick and Morty (ottava stagione)
L'ottava stagione della serie animata Rick and Morty, composta da 10 episodi, viene trasmessa negli Stati Uniti, da Adult Swim, dal 25 maggio 2025.
In Italia la stagione è inedita.
| nº | Titolo originale                        | Titolo italiano | Prima TV USA   | Pubblicazione Italia |
| -- | --------------------------------------- | --------------- | -------------- | -------------------- |
| 1  | Summer of All Fears                     |                 | 25 maggio 2025 |                      |
| 2  | Valkyrick                               |                 | 1º giugno 2025 |                      |
| 3  | The Rick, the Mort & the Ugly           |                 | 8 giugno 2025  |                      |
| 4  | The Last Temptation of Jerry            |                 | 15 giugno 2025 |                      |
| 5  | Cryo Mort a Rickver                     |                 | 22 giugno 2025 |                      |
| 6  | The Curicksous Case of Bethjamin Button |                 | 29 giugno 2025 |                      |
| 7  | Ricker Than Fiction                     |                 | 6 luglio 2025  |                      |
| 8  | Nomortland                              |                 | 13 luglio 2025 |                      |
| 9  | Morty Daddy                             |                 | 20 luglio 2025 |                      |
| 10 | Hot Rick                                |                 | 27 luglio 2025 |                      |

## Summer of All Fears
- Titolo originale: Summer of All Fears
- Diretto da: Fill Marc Sagadraca
- Scritto da: Jess Lacher

### Trama
- Ascolti USA: telespettatori 300 000[3]

## Valkyrick
- Titolo originale: Valkyrick
- Diretto da: Jacob Hair
- Scritto da: Scott Marder

### Trama
- Guest star: Stephen Root (Generale dei Gromflomite).
- Ascolti USA: telespettatori 470 000[4]

## The Rick, The Mort & The Ugly
- Titolo originale: The Rick, The Mort & The Ugly
- Diretto da: Brian Kaufman
- Scritto da: Albro Lundy, James Siciliano e Michael Kellner

### Trama
- Ascolti USA: telespettatori 330 000[5]

## The Last Temptation of Jerry
- Titolo originale: The Last Temptation of Jerry
- Diretto da: Douglas Einar Olsen
- Scritto da: Heather Anne Campbell

### Trama
- Guest star: Ebon Moss-Bachrach (Christopher "Chris" Generale Reinhard Kincaid).
- Ascolti USA: telespettatori 380 000[6]

## Cryo Mort a Rickver
- Titolo originale: Cryo Mort a Rickver
- Diretto da: Fill Marc Sagadraca
- Scritto da: Nick Rutherford

### Trama
- Ascolti USA: telespettatori

## The Curicksous Case of Bethjamin Button
- Titolo originale: The Curicksous Case of Bethjamin Button
- Diretto da: Eugene Huang
- Scritto da: Heather Anne Campbell e Jess Lacher

### Trama
- Guest star: Danny DeVito (Dr. Dogballs).
- Ascolti USA: telespettatori

## Ricker Than Fiction
- Titolo originale: Ricker Than Fiction
- Diretto da: Douglas Einar Olsen
- Scritto da: Rob Schrab

### Trama
- Guest star: James Gunn (se stesso), Zack Snyder (se stesso).
- Ascolti USA: telespettatori

## Nomortland
- Titolo originale: Nomortland
- Diretto da: Fill Marc Sagadraca
- Scritto da: Albro Lundy e James Siciliano

### Trama
- Ascolti USA: telespettatori

## Morty Daddy
- Titolo originale: Morty Daddy
- Diretto da: Eugene Huang
- Scritto da: Beth Stelling

### Trama
- Guest star: Charlie Day (Salvatron), Eliza Coupe (robot "Pre-Cog").
- Ascolti USA: telespettatori

## Hot Rick
- Titolo originale: Hot Rick
- Diretto da: Brian Kaufman
- Scritto da: Albro Lundy e James Siciliano

### Trama
- Guest star: John Rhys-Davies (padre di Buganne), Tom Davis (Jackpoo).
- Ascolti USA: telespettatori